# Langør Kirke

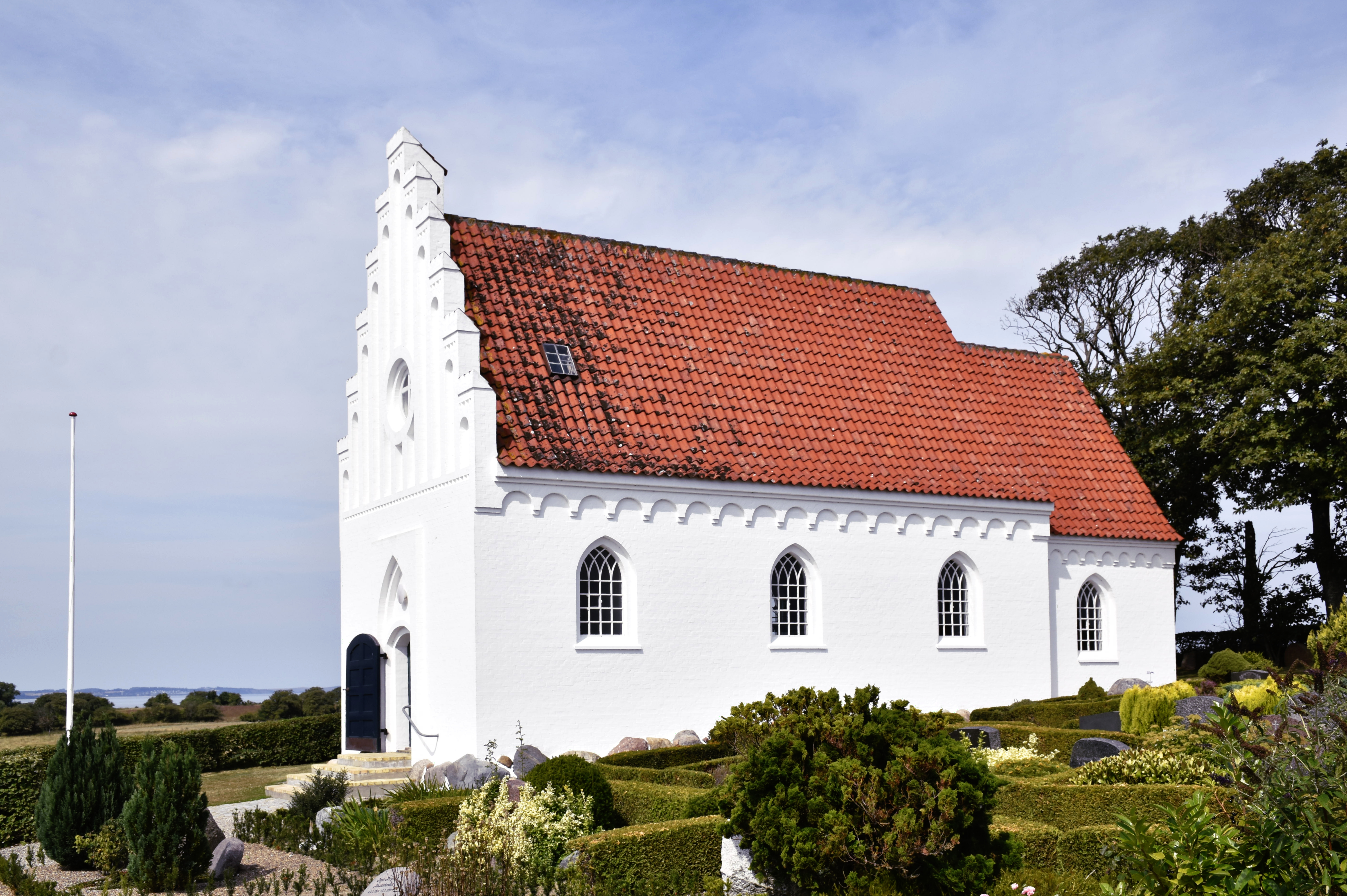
Kirche von Südosten

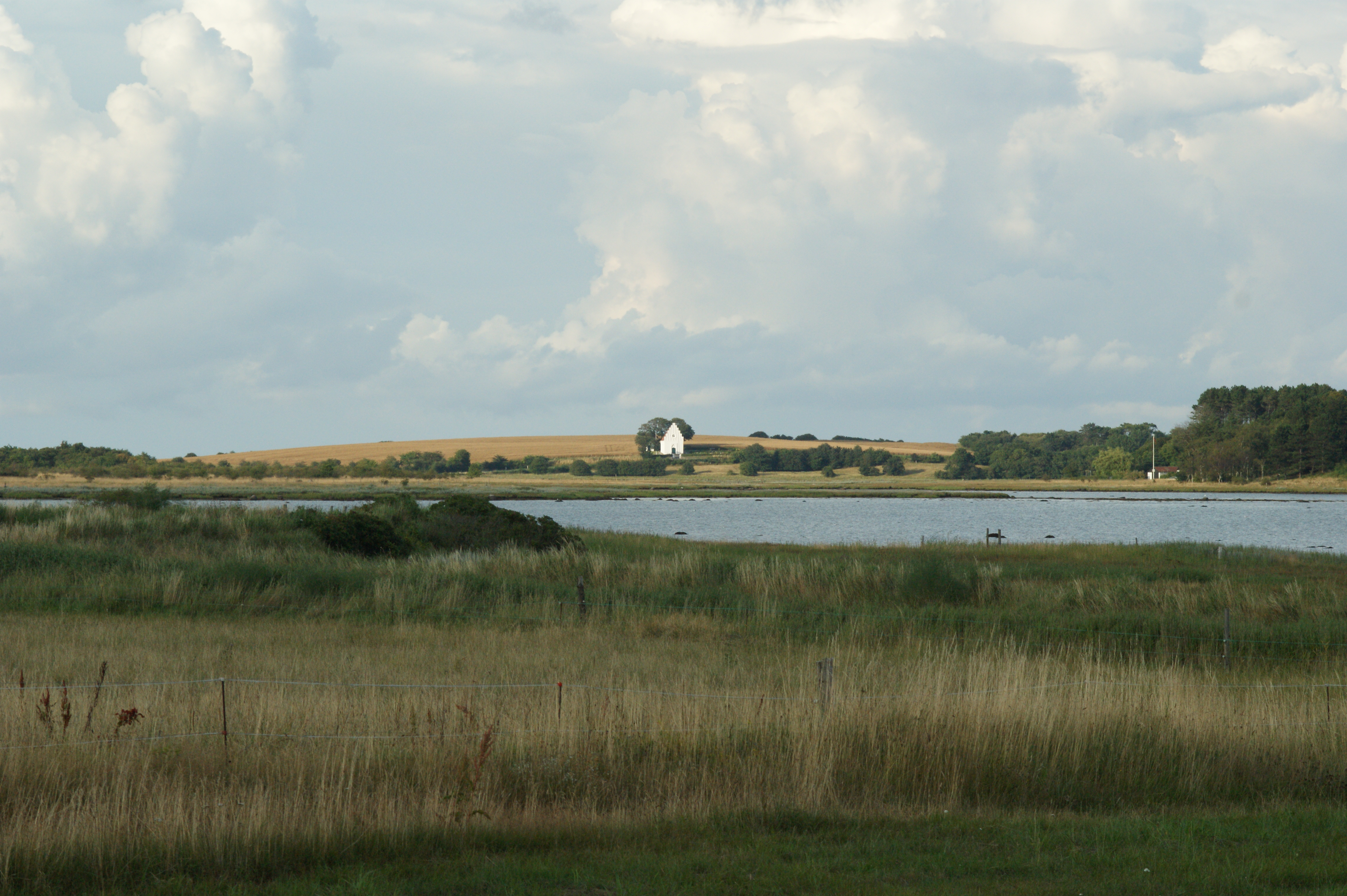
Kirche über den Fjord von Süden

Langør Kirke ist eine evangelisch-lutherische Filialkirche im Kirchspiel Samsø Sogn auf der Insel Samsø, Dänemark. Es handelt sich um die jüngste und kleinste Kirche der Insel. Sie ist turmlos, weitgehend im traditionellen Stil dänischer Dorfkirchen errichtet und wurde 1925 eingeweiht, um den Einwohnern von Langør den weiten und beschwerlichen Weg zur Kirche von Nordby zu ersparen.

## Geschichte
Der Bau der Kirche erfolgte auf Initiative der Einwohner von Langør, die wie ein paar Jahre zuvor die Einwohner von Ørby gerne eine eigene Kirche haben wollten. Um 1900 war Langør ein Ort von Fischern und Seeleuten und die Einwohnerzahl lag 1925 bei etwa 80. Der Weg zur Kirche von Nordby, zu deren Kirchspiel sie gehörten, war lang, in schlechtem Zustand und insbesondere im Winter bei Eis, Schnee und Stürmen zu Fuß oder zu Ross sehr beschwerlich. Die Initiative zum Kirchenbau wurde 1919 ergriffen. Nach vielen Sammlungen, Genehmigungen und der Unterstützung durch das Kirchenministerium konnte die Filialkirche gebaut und am 13. September 1925 eingeweiht werden. Die Kirche war nie Mittelpunkt eines eigenen Kirchspiels, sondern gehörte weiterhin zu Nordby. Seit 1962 gehört sie zum die ganze Insel umfassenden Kirchspiel Samsø Sogn.

## Lage und Gebäude
Die innen wie außen weiß gestrichene Kirche liegt in landschaftlich bevorzugter Lage auf einem Hügel am Nordufer des Stauns Fjords mit seinen Inseln und Riffen. Das Kirchengebäude im Stil des Historismus ist ein für Dänemark traditioneller Bau, der von örtlichen Handwerkern errichtet wurde. Die Kirche hat keinen Turm. Die Glocke hängt oberhalb der Decke der Vorhalle. Der Chor liegt etwas höher als das Kirchenschiff. Die Kirche besitzt – wie die Kirche von Ørby – eine dunkel lackierte Holzdecke.

## Ausstattung
Der klassizistische Altar zeigt ein Gemälde des Malers Chr. Bayer mit dem Motiv „Jesus und die kleinen Kinder“. Das Altarbild wird links und rechts von angedeuteten korinthischen Säulen, oben von einem Giebel und unten von einem Bibelzitat (Joh 14,6 ) eingerahmt.
Die Kanzel ist dreiseitig und aus dem gleichen dunkel gebeiztem Holz wie der Altar. Über der Kanzel hängt ein Kruzifix mit einer Gipsfigur.
Der Taufstein aus Granit und das Taufbecken aus Messing stammen aus der Erbauungszeit der Kirche. Erstere besitzt am Fuß die Gravur am Fuß: „Langøre-Kapelle 1925“. Letztere trägt die Inschrift „Lasset die Kindlein zu mir kommen“ (Mt 19,14 ).
Die Orgel wurde 1874 von dem Orgelbauer J. A. Demant, Aarhus, gebaut. Sie stand ursprünglich in der Lyngby Kirke bei Aarhus. Im Dezember 2000 wurde sie in der Kirche von Langør aufgestellt und ersetzte ein 75 Jahre altes Harmonium. Die Disposition der einmanualigen, pedallosen Demant-Orgel lautet:
| Manual C–f3 |        |    |
| 1.          | Tectus | 8′ |
| 2.          | Gamba  | 8′ |
| 3.          | Dolce  | 4′ |

Anmerkungen
1. ↑  Lateinisch für Gedackt

## Schiffsmodell
Das Schiffsmodell, ein Fünfmast-Segelschiff ist ein Modell des Schulschiffs København, das um Weihnachten 1928 mit seiner gesamten Besatzung auf der Fahrt von Buenos Aires nach Australien – wahrscheinlich im Südatlantik – unterging. Es war damals das größte Segelschiff der Welt. Am Pfingstsonntag 1933 wurde das Schiffsmodell in einer Prozession von vier Matrosen in Uniform vom Haus von Herbert Thiesen, der das Modell gebaut und der Kirche gestiftet hatte, von diesem zur Kirche getragen und im Rahmen einer Zeremonie aufgehängt. Herbert Thiesen war Matrose auf dem Schiff und musterte im Frühjahr 1928 von Bord ab. Das Grab von Herbert Thiesen befindet sich auf dem Friedhof von Langør.

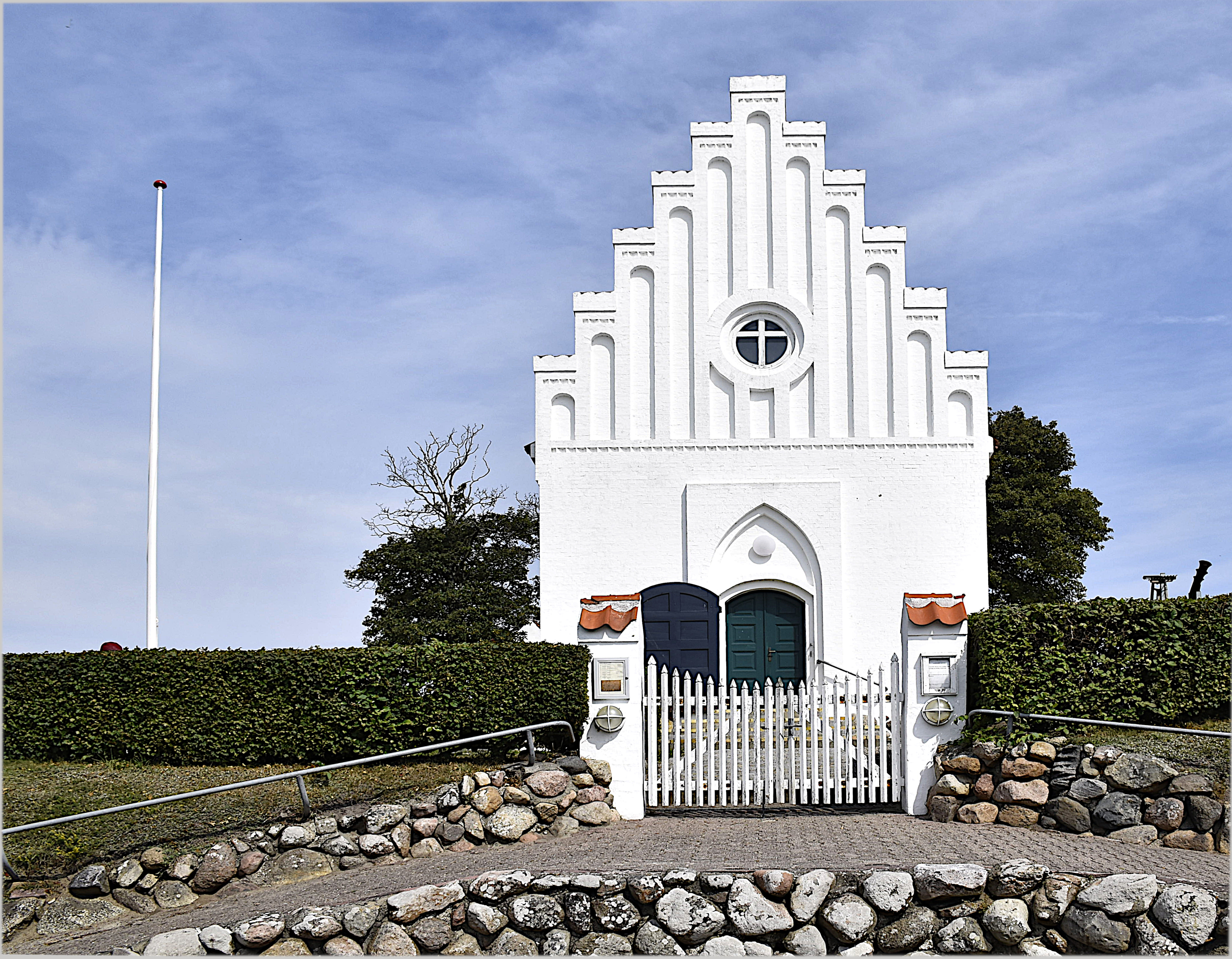
Kirche von Süden
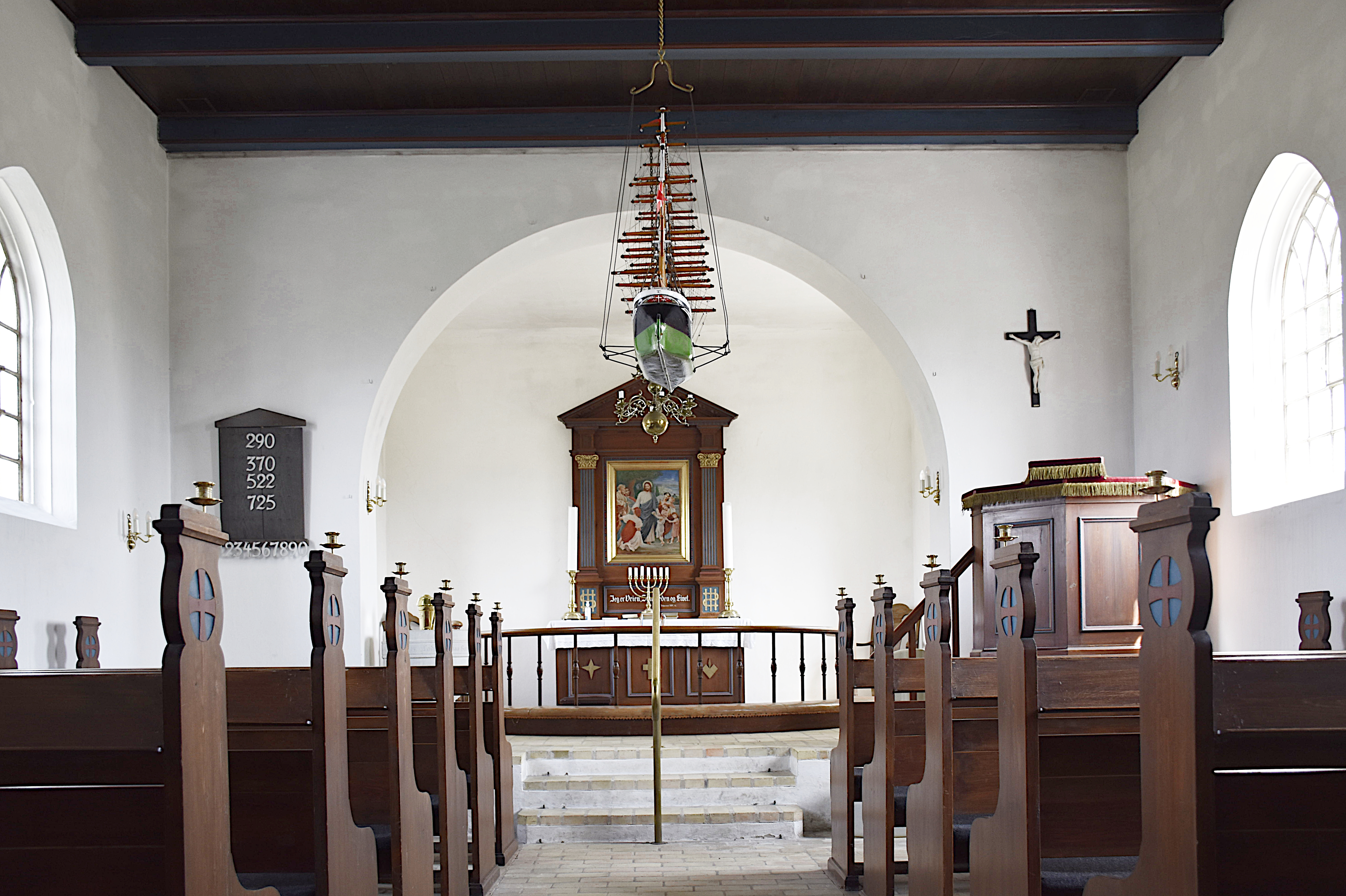
Innenraum
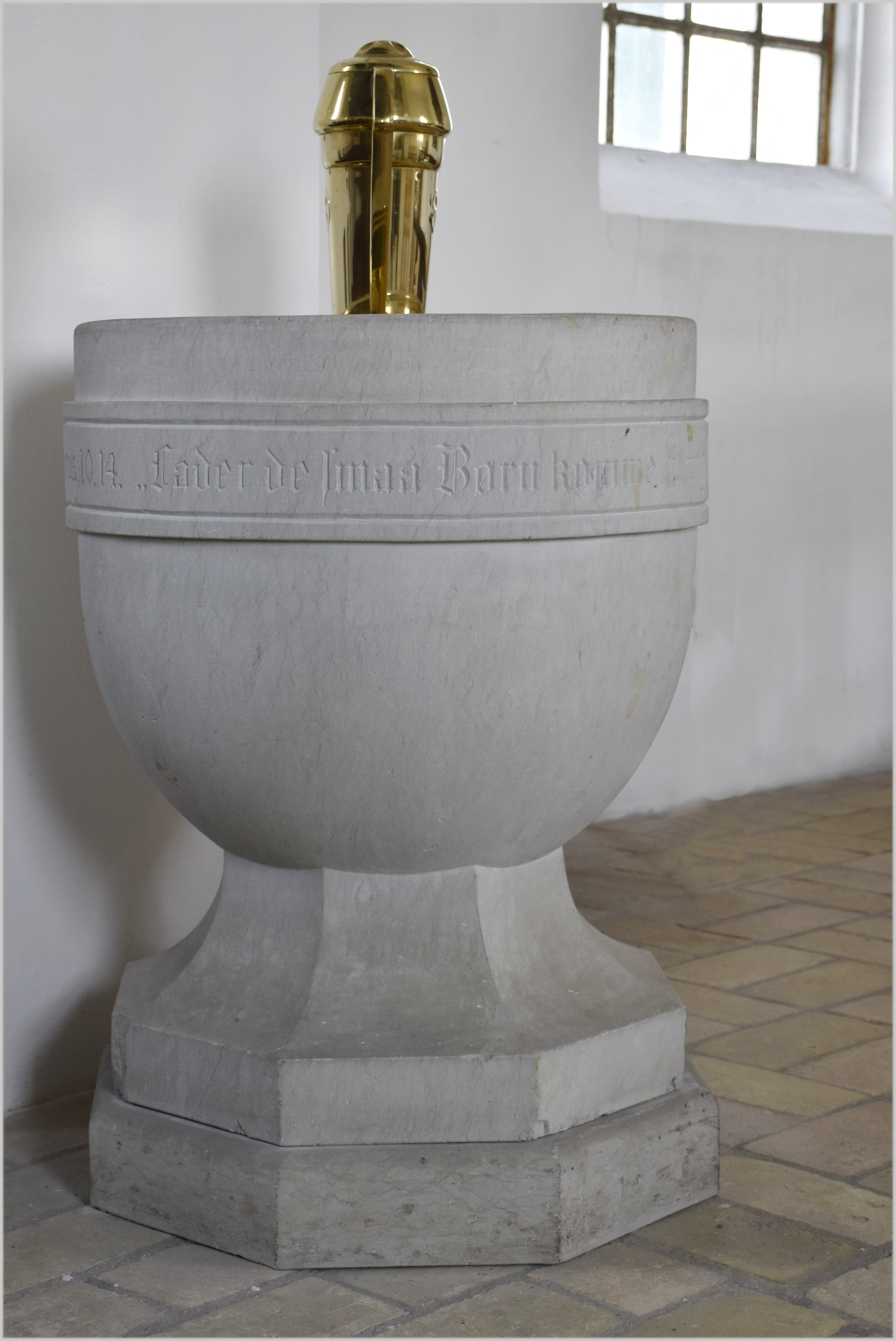
Taufstein
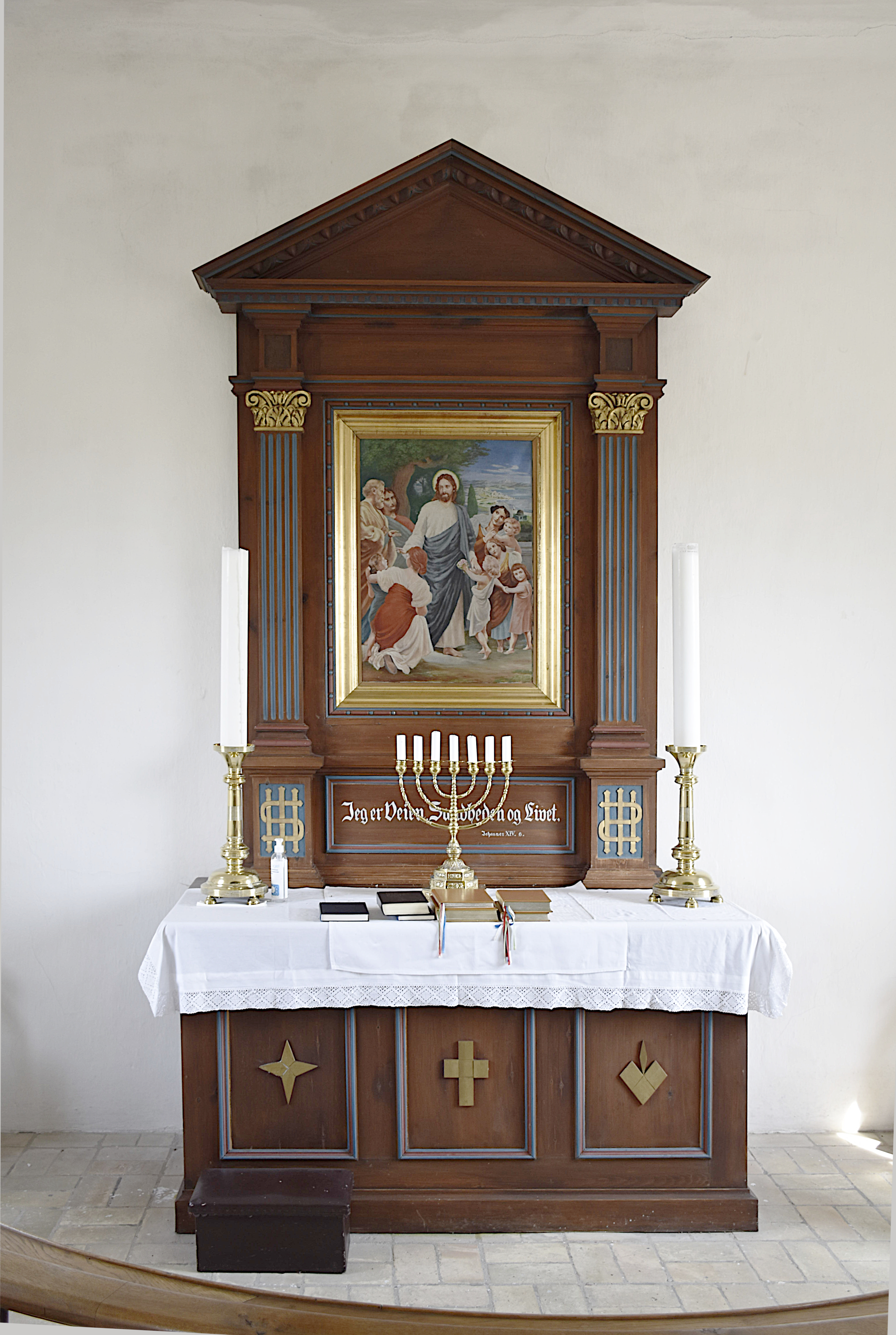
Altar
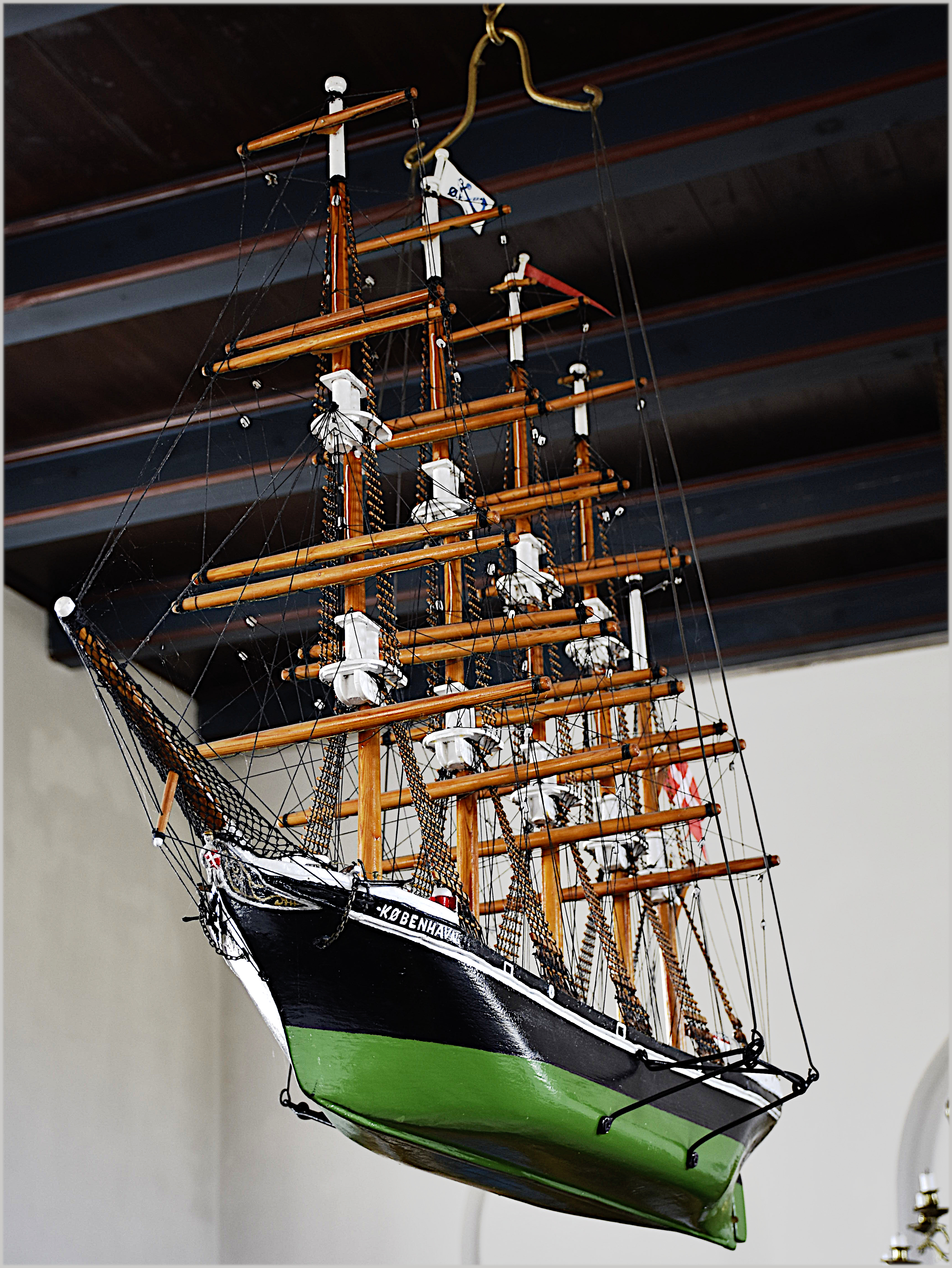
Schiffsmodell